# 施威林主教座堂
詩威林主教座堂（德語：Schweriner Dom）是位於德國城市詩威林的一座主教座堂。詩威林主教座堂始建於12世紀後期。教堂的尖塔高117.5米，修建於1889年至1893年。